# アドリアン・ラモス
グスタボ・アドリアン・ラモス・バスケス（Gustavo Adrián Ramos Vásquez, 1986年1月22日 - ）は、コロンビア・サンタンデル・デ・キリチャオ出身のサッカー選手。アメリカ・デ・カリ所属。ポジションはフォワード。

## クラブ経歴

### アメリカ・デ・カリ
2004年にアメリカ・デ・カリからデビューし、2005年にはベネズエラのトルヒジャーノスFCに、2006年にはインデペンディエンテ・サンタフェにレンタル移籍した。サンタフェでは結果を残せなかったが、2007年にアメリカ・デ・カリに復帰すると、2008年シーズンは優勝プレーオフでインデペンディエンテ・メデジンを破って優勝した。プレーオフのセカンドレグでは先制点を挙げ、シーズン通算では11得点を挙げて得点ランキング3位タイとなった。2009年シーズンのトルネオ・アペルトゥーラ（前期リーグ）では9得点を挙げた。

### ヘルタ・ベルリン
2009年夏、ドイツ・ブンデスリーガ（1部）のヘルタ・ベルリンに移籍した。移籍当初は控え扱いであったが、実力でレギュラーポジションを勝ち取り、2009年11月のVfBシュトゥットガルト戦(1-1)で初得点を挙げた。12月のバイエル・レバークーゼン戦 (2-2) では2得点を挙げ、2010年3月のVfLヴォルフスブルク戦ではコンビを組むテオファニス・ゲカスと合わせて5得点（ラモス2点、ゲカス3点）を記録した。最終節のバイエルン・ミュンヘン戦でも得点し、得点数を二桁に乗せたが、クラブは最下位でツヴァイテリーガ（2部）降格となった。2010-11シーズンはツヴァイテリーガでチームトップの15得点を挙げ、リーグ最高得点で優勝してのブンデスリーガ昇格を果たした。

### ボルシア・ドルトムント
2014年4月9日、バイエルン・ミュンヘンに移籍するロベルト・レヴァンドフスキの後釜として、2014-15シーズンからボルシア・ドルトムントに4年契約で移籍することが発表された。

### グラナダCF
2017年1月、中国サッカー・スーパーリーグの重慶力帆に移籍することで合意に至ったものの、その後に決まった外国人枠削減によって登録枠がなくなってしまったため、重慶と協力関係にあるグラナダCFへドルトムントからレンタル移籍した。2017年夏に重慶へ完全移籍したのち、再度、グラナダへレンタル移籍で加入した。

### 母国に復帰
2019年12月31日、グラナダとの契約を解消したことを公表。アメリカ・デ・カリに復帰した。

## 代表経歴
2003年にはU-17コロンビア代表としてFIFA U-17ワールドカップに出場し、3得点を挙げてコロンビアの準決勝進出に貢献した。
2008年8月20日、アメリカのニュージャージー州で行われたエクアドルとの親善試合でコロンビア代表デビューした。
2009年10月14日、2010 FIFAワールドカップ・南米予選最終節のパラグアイ戦 (2-0) で初得点を挙げたが、コロンビアは5位のウルグアイ（大陸間プレーオフを勝ち抜いて本大会出場）と勝ち点1差の7位に終わり、本大会出場はならなかった。2011年にはコパ・アメリカ2011のメンバーに選出され、グループリーグ初戦のコスタリカ戦 (1-0) で決勝点を挙げた。ラモスは残り2戦も先発出場し、開催国のアルゼンチンを抑えての首位での決勝トーナメント進出に貢献した。準々決勝のペルー戦 (0-2) にも先発出場したが、延長戦の末に敗れてベスト8に終わった。

## 個人成績
| クラブ                 | シーズン | リーグ | リーグ | カップ | カップ | 国際大会 | 国際大会 | 合計 | 合計 |
| クラブ                 | シーズン | 出場   | 得点   | 出場   | 得点   | 出場     | 得点     | 出場 | 得点 |
| ---------------------- | -------- | ------ | ------ | ------ | ------ | -------- | -------- | ---- | ---- |
| アメリカ・デ・カリ     | 2008     | 46     | 21     | -      | -      | 6        | 2        | 52   | 23   |
| アメリカ・デ・カリ     | 2009     | 19     | 13     | -      | -      | 4        | 0        | 23   | 13   |
| アメリカ・デ・カリ     | 合計     | 65     | 34     | -      | -      | 10       | 2        | 75   | 36   |
| ヘルタBSC              | 2009-10  | 29     | 10     | 1      | 1      | 7        | 0        | 37   | 11   |
| ヘルタBSC              | 2010-11  | 33     | 15     | 2      | 2      | -        | -        | 35   | 17   |
| ヘルタBSC              | 2011-12  | 31     | 6      | 6      | 4      | -        | -        | 37   | 10   |
| ヘルタBSC              | 2012-13  | 32     | 11     | 1      | 0      | -        | -        | 33   | 11   |
| ヘルタBSC              | 2013-14  | 32     | 16     | 2      | 0      | -        | -        | 34   | 16   |
| ヘルタBSC              | 合計     | 157    | 58     | 12     | 7      | 7        | 0        | 176  | 65   |
| ボルシア・ドルトムント | 2014-15  | 18     | 2      | 5      | 1      | 6        | 3        | 29   | 6    |
| ボルシア・ドルトムント | 2015-16  | 27     | 9      | 3      | 1      | 9        | 0        | 39   | 10   |
| ボルシア・ドルトムント | 2016-17  | 7      | 2      | 2      | 0      | 2        | 1        | 11   | 3    |
| ボルシア・ドルトムント | 合計     | 52     | 13     | 10     | 2      | 16       | 4        | 79   | 19   |
| グラナダCF             | 2016-17  | 14     | 4      | -      | -      | -        | -        | 14   | 4    |
| グラナダCF             | 合計     | 14     | 4      | -      | -      | -        | -        | 14   | 4    |
| 通算                   | 通算     | 288    | 109    | 22     | 9      | 33       | 6        | 344  | 124  |

## 代表歴

### 出場大会
- コロンビア代表
  - 2011年 - コパ・アメリカ2011 (ベスト8)
  - 2014年 - 2014 FIFAワールドカップ (ベスト8)

### 試合数
- 国際Aマッチ 36試合 4得点（2008年-2016年）[7]

| コロンビア代表 | 国際Aマッチ | 国際Aマッチ |
| 年             | 出場        | 得点        |
| -------------- | ----------- | ----------- |
| 2008           | 3           | 0           |
| 2009           | 4           | 1           |
| 2010           | 6           | 0           |
| 2011           | 9           | 1           |
| 2012           | 0           | 0           |
| 2013           | 0           | 0           |
| 2014           | 11          | 1           |
| 2015           | 2           | 1           |
| 2016           | 1           | 0           |
| 通算           | 36          | 4           |

### 得点
| #  | 開催年月日     | 開催地                         | 対戦国     | スコア | 結果 | 試合概要                          |
| -- | -------------- | ------------------------------ | ---------- | ------ | ---- | --------------------------------- |
| 1. | 2009年10月14日 | アスンシオン                   | パラグアイ | 0-1    | 0-2  | 2010 FIFAワールドカップ・南米予選 |
| 2. | 2011年7月2日   | サン・サルバドール・デ・フフイ | コスタリカ | 1-0    | 1-0  | コパ・アメリカ2011                |
| 3. | 2014年11月18日 | リュブリャナ                   | スロベニア | 0-1    | 0-1  | 親善試合                          |
| 4. | 2015年3月26日  | リファー                       | バーレーン | 0-4    | 0-6  | 親善試合                          |

## タイトル

### クラブ
アメリカ・デ・カリ
- コロンビア・プロサッカーリーグ：1回 (2008-II)

ヘルタ・ベルリン
- 2. ブンデスリーガ：2回 (2010-11, 2012-13)

ボルシア・ドルトムント
- DFLスーパーカップ：1回 (2014)